# El Cid (serie televisiva)
El Cid è una serie televisiva spagnola distribuita da Prime Video il 18 dicembre 2020.

## Trama
A seguito della morte del padre, Cavaliere al servizio di Castiglia, Rodrigo Díaz viene preso in tutela dal nonno e portato a León, dove crescerà e diverrà lo scudiero di Sancho, primogenito di re Ferdinando di Castiglia. Ruy sarà, a suo discapito o fortuna, al centro di intrighi politici e conflitti che determineranno il suo futuro e la sua grandezza, così come quelli del regno.

## Episodi
Prima stagione
| N° | Titolo originale | Titolo italiano | Pubblicazione    |
| -- | ---------------- | --------------- | ---------------- |
| 1  | La conjura       | La cospirazione | 18 dicembre 2020 |
| 2  | Ordalía          | L'ordalia       | 18 dicembre 2020 |
| 3  | Baraka           | Baraka          | 18 dicembre 2020 |
| 4  | Campeador        | Campione        | 18 dicembre 2020 |
| 5  | Expiación        | Espiazione      | 18 dicembre 2020 |

| N° | Titolo originale       | Titolo italiano       | Pubblicazione  |
| -- | ---------------------- | --------------------- | -------------- |
| 1  | Promesas y tentaciones | Promesse e tentazioni | 15 luglio 2021 |
| 2  | La carga del deber     | Il peso del dovere    | 15 luglio 2021 |
| 3  | Viento de guerra       | Vento di guerra       | 15 luglio 2021 |
| 4  | Emboscada              | Agguati               | 15 luglio 2021 |
| 5  | El camino del odio     | Il cammino dell'odio  | 15 luglio 2021 |

## Personaggi ed interpreti
- Jaime Lorente è Ruy/Rodrigo Dìaz (El Cid) (stagione 1-...)
- Lucía Guerrero è Jimena (stagione 1-...)
- José Luis García Pérez è Ferdinando di Castiglia (stagione 1)
- Elia Galera è la regina Sancha (stagione 1-2)
- Alicia Sanz è Urraca (stagione 1-...)
- Francisco Ortiz è Sancho (stagione 1-...)
- Jaime Olías è Alfonso (stagione 1-...)
- Lucía Díez è Elvira (stagione 1-...)
- Nicolás Illoro è García (stagione 1-...)
- Ginés García Millán è Re Ramiro (stagione 1)
- Juan Echanove è Don Bernardo (stagione 1-...)
- Juan Fernández è Rodrigo (stagione 1-2)
- Carlos Bardem è Conte Flaín de León (stagione 1)
- Pablo Álvarez è Orduño Flaínez (stagione 1-...)
- Sara Vidorreta è Ermesinda (stagione 1-...)
- Rodrigo Poisón è Velarde (stagione 1-2)
- Daniel Albaladejo è Maestro Orotz (stagione 1-...)
- Álvaro Rico è Nuño (stagione 1-2)
- Adrián Salzedo è Alvar (stagione 1-...)
- Dani Tatay è Beltrán (stagione 1)
- David Castillo è Lisardo (stagione 1-...)
- Ignacio Herráez è Trifon (stagione 1)
- Hamid Krim è Al-Muqtadir (stagione 1-...)
- Zohar Liba è Abu Bakr (stagione 1-...)
- Emilio Buale è Sádaba (stagione 1-...)
- Sarah Perles è Amina (stagione 1-...)
- Adil Koukouh è Mundir (stagione 1-...)
- Alfons Nieto è Vellido (stagione 2-...)